# 牛渡克之
牛渡 克之（うしわた かつし、1965年 - ）は日本のユーフォニアム奏者。

## 略歴
宮城県出身。宮城県古川高等学校、東京芸術大学卒業。1991年、同大学院音楽研究科修了。1995年にスイスに留学し、国立ベルン音楽大学ソリストクラスに学ぶ。
1988年、ファルコーニ国際ユーフォニアムコンクールに入選。日演連主催の新人オーディションに合格し、仙台フィルハーモニー管弦楽団とホロヴィッツの協奏曲を共演。
1995年、スイス留学中グラオビュンデン州で開催された「若いブラスプレイヤーのための講習会」に講師として招かれる。同、年ヨーロッパの代表的なチャンピオンバンドの一つであるブラスバンド・ベルナー・オーバーランドに招かれ共演。
2001年、アメリカ・ジョージア州・バルドスタ大学ゲストアーティストとして招かれ、リサイタルを開催し好評を博した。
2002年、カナダ・バンクーバー市教育委員会の招きで「北バンクーバー地区教育週間演奏会」に出演し、ミッチェル・クライド指揮のシンフォニア管弦楽団と共演。
ユーフォニアムを三浦徹、大石清、ジェームス・ガーレイらに師事。 岩手大学教授を経て2021年より同志社女子大学教授。

## 受賞歴
- 1988年　ファルコニー国際ユーフォニアムコンクール入選
- 1990年　国際ユーフォニアム・チューバ協会の世界大会（札幌）におけるソロコンクール第1位
- 1992年　第9回日本管打楽器コンクール（ユーフォニアム部門）において第2位[2]